# Синагога Канесои Муллокандовхо
Канесои́ Мулло́кандовхо́ (узб. Kanesoi Mulloqandovho sinagogasi; евт. Синагогаи Канесои Муллоқандовҳо) — ныне не существующая синагога, которая располагалась в старой части города Самарканд. Принадлежала семье Муллокандовых. Ныне в здании синагоги располагается средняя общеобразовательная школа № 26.
Синагога Канесои Муллокандовхо (в переводе с персидского, таджикского и еврейско-таджикского языков означает Синагога Муллокандовых), была основана и построена в 1900-е годы. В 20-е годы прошлого века синагога была закрыта, а здание синагоги было передано не связанным с иудаизмом организациям. Позднее в здании синагоги начало функционировать средняя общеобразовательная школа № 26.